# Ist das nicht mein Leben?
Ist das nicht mein Leben? (Originaltitel: Whose Life Is It Anyway?) ist ein US-amerikanischer Spielfilm aus dem Jahr 1981. Das von John Badham inszenierte Filmdrama basiert auf dem gleichnamigen Bühnenstück von Brian Clark, der zusammen mit Reginald Rose auch das Drehbuch verfasste. 

## Handlung
Ken Harrison, ein 32-jähriger Bildhauer ist nach einem Autounfall vom Hals abwärts gelähmt. 
Die ersten Monate versucht er, mit Humor und Spitzfindigkeiten seine neue Situation zu meistern. 
Seine absolute Hilflosigkeit überspielt er mit Witzen, wenn er rasiert, gewaschen oder im Bett umgedreht werden muss.
Als er beinahe aus dem Bett fällt, fragt er zum ersten Mal nach seiner Zukunft.
Sein Arzt, Dr. Emerson, klärt ihn schließlich auf, dass Harrison nie wieder laufen, nie wieder seine Hände benutzen kann, und Harrison fängt an, sich gegen bestimmte Medikamente zu wehren.
In langen, wachen Nächten sieht er sein vergangenes Leben: Seine Arbeit als Bildhauer, sein Leben mit seiner Freundin, einer Balletttänzerin, und er begreift, dass er nie mehr in der Lage sein wird, dieses Leben wieder fortzuführen.
Schließlich entscheidet er, dass er sein Leben so nicht weiterführen und aus der Klinik entlassen werden möchte, was seinen baldigen Tod zur Folge hätte.
Er schickt seine Freundin fort, will, dass sie niemals wieder zu ihm kommt.
Dann beginnt er seinen Kampf für seinen Tod und gegen alle Personen um ihn herum.
Da niemand seinen Wunsch ernst nimmt, ja sogar als „krank“ abwertet, und da ihm dabei auch niemand helfen will, setzt er sich mit einem Anwalt in Verbindung, der seine Entscheidung, nicht mehr behandelt zu werden, vor Gericht durchsetzen soll.
Auch der Anwalt, Mr. Carter Hill, ist nicht davon angetan, dieses Anliegen durchzusetzen, aber er nimmt den Auftrag an.
Harrisons größter Feind ist Dr. Emerson, der nicht akzeptiert, dass der Gelähmte entlassen werden will. Er führt Psychiater ins Feld, die bescheinigen, dass Harrison unzurechnungsfähig ist, dass er reaktiv-depressiv ist, und daher nicht selber über sein Leben entscheiden kann.
Die Krankenhausangestellten versuchen zunächst alles, Harrison vom Gedanken des Todes abzubringen. 
Aber Harrison bleibt bei seinem Wunsch und langsam beginnen die Menschen um ihn herum, es zu akzeptieren und ihn zu unterstützen.
Sein Anwalt will eine Anhörung auf der Basis des „Habeas Corpus“-Rechts. Es bedeutet gesetzlich, dass man niemandem ohne Anklage oder Prozess die Freiheit nehmen darf.
Schließlich kommt es zur alles entscheidenden Anhörung mit Richter Whyle.
Nach einem kurzen Schlagabtausch mit dem Richter hält Harrison seine erschütternde, tief ergreifende und bewegende Verteidigungsrede für seine Entlassung. Der Richter braucht mehrere Stunden für seine Entscheidung, lässt sich noch Unterlagen kommen, und am späten Nachmittag verkündet er das Urteil: Er hält Ken Harrison für einen  nachdenklichen und tapferen Mann, der im Vollbesitz seiner geistigen Fähigkeiten ist, und ordnet die Entlassung aus der Klinik an.
Dr. Emerson bietet ihm an, in der Klinik zu bleiben. Keine Dialyse mehr, keine Behandlung, die Ernährung wird eingestellt.
Harrison fragt ihn, ob es nicht doch noch Lebensrettungsversuche geben könnte, aber Dr. Emerson sagt nein, nicht, wenn Harrison es nicht will.
Als Harrison den Arzt fragt, warum er das tut, ist seine Antwort: „Weil Sie Ihre Meinung ändern könnten!“

## Hintergrund
Die Dreharbeiten fanden in Massachusetts, USA, statt.

## Kritik
- film-dienst: Das umstrittene Thema passive Sterbehilfe dient als Aufhänger für einen attraktiv gestalteten Unterhaltungsfilm, der sich als Plädoyer für ein "humanes" Sterben versteht. Der auch schauspielerisch interessante Film scheitert jedoch an der zu oberflächlichen Auseinandersetzung mit seinem Thema, so daß letzten Endes doch nur gepflegte Unterhaltung geboten wird.